# Vinculación tecnológica
Durante los últimos años se ha hablado bastante respecto al cambio tecnológico y el proceso en el cual se ha inmiscuido la sociedad en su conjunto, sin embargo no es tan recurrente el detenerse a reflexionar en cuanto a la vinculación que tiene con la cultura y la sociedad.

## Introducción
La revolución tecnológica que se vive actualmente es producto de un gran proceso que se viene gestando desde hace miles de años, partiendo quizás con uno de los hitos más importantes en la historia como fue la creación del fuego para luego seguir en la dinámica del progreso con innovaciones tan grandes como el paso de un estilo de vida nómade a uno sedentario en donde se dio lugar a la agricultura para poder situarse en un lugar más o menos fijo con la clara intención de iniciar la explotación de sus tierras y así poder vivir de aquello.
Luego se vinieron una seguidilla de mejoras que iban en directa relación con incrementar la calidad de vida de las personas, quizás no en su conjunto pero si en otorgar mayores beneficios y menor trabajo para el hombre. Diferencias que se han ido atenuando y disminuyendo con el paso de los cientos de años, sin embargo la tecnología nos lleva en una clara dirección que puede ser explicada con diferentes teorías tecnológicas.

## Progreso, determinismo y negativismo tecnológico
Para nadie es indiferente el brutal desarrollo que ha tenido la tecnología en las últimas décadas, renovándose constantemente cada menos de 5 años lo que era completamente impensado el siglo pasado, sin embargo todo esto se ha realizado de forma independiente de la historia social, económica y política; razón por la cual en vez de "liberarnos" nos ha atado sin opción de retorno y de paso nos ha transformado en un engranaje más dentro de la gran máquina económica-tecnológica construida. Sin embargo hay posturas positivas y negativas respecto a esta teoría:
1. Positivo:Este determinismo ha permitido que gracias a la ciencia y tecnología países que el siglo pasado eran subdesarrollados hoy sean desarrollados o potencias mundiales como consecuencia del desarrollo y crecimiento económico supeditado a la adopción de un modelo tecnológico.
2. Negativo:Por otra parte se ha sugerido que sobre la base de la tecnología se han profundizado aún más las desigualdades existentes en el mundo. Notándose con más evidencia al comparar un país industrializado con uno subdesarrollado, cabe mencionar que luego de la Segunda Guerra Mundial a los países industrializados se les proporcionó un mayor número de herramientas para mantener su supremacía sobre el tercer mundo y a la vez los países subdesarrollados se ven mucho más limitados.

## Perspectiva de Joseph Schumpeter
Joseph Schumpeter (1883-1950) un economista bajo una formación académica austriaca vino a remecer la línea clásica de investigación económica promovida por renombrados teóricos como Adams Smith, David Ricardo, Marx, entre otros.
Se caracterizó por poseer un enfoque holístico y determinista que sitúa el cambio tecnológico como un proceso clave en la economía, dando una grandísima importancia a las innovaciones tecnológicas en el proceso económico, las cuales son:
- Introducción de un nuevo bien
- Economías de escala
- Introducción de un nuevo método de producción
- Apertura de un nuevo mercado
- Conquista de una nueva fuente de materias primas
- Creación de una nueva organización industrial

## Constructivismo tecnológico
Son un conjunto de corrientes que nos permitirán comprender cómo la sociedad en su conjunto empuja el desarrollo de la tecnología, oponiéndose al desarrollo tecnológico. Para explicar el constructivismo se crearon 3 teorías principales:
- Sistemas Tecnológicos
- Construcción Social
- Teoría Actor Red

En la vinculación tecnológica se han visto presente estas 3 teorías, sin embargo la principal ha sido la de sistemas tecnológicos porque nos dice que un artefacto interactúa con otro artefacto dentro de un gran sistema que pretende resolver un problema tecnológico. Para esto es que nos entrega un concepto clave llamado momentum tecnológico que explica la realidad de manera bastante simple, esta explica que los sistemas tecnológicos en un inicio cuentan con poca significancia y relevancia porque es relativamente fácil cambiarlo, sin embargo con el pasar del tiempo esta tecnología se va difundiendo y estableciendo en la sociedad lo que provoca que las personas individuales no puedan afectar el sistema tecnológico, es decir, la tecnología no se va transformando en independiente sino que va adquiriendo un gran momentum. A modo de ejemplo podemos mencionar el caso del internet que cuando comenzó no existían muchas organizaciones o personas con un grado significativo de simbiosis, sin embargo en la actualidad hay innumerables organizaciones y personas que tienen sus operaciones sobre la base de internet, por lo cual resulta sumamente difícil el separarse de este o siquiera pensar en cambiar esto. Cabe destacar que uno de los principales exponentes de Los Sistemas Tecnológicos fue Thomas Hughes.

## Culturahacker
Un tema relevante que se ha vivido en los últimos años ha sido la cada vez más creciente cultura hacker que ha venido con la clara intención de democratizar la información liberándola de ataduras como el copyright, las cuales no permiten el libre acceso a la información, es decir, las personas en general tienen acceso a cierta información y esto no es precisamente por mantener la "seguridad" de ellos mismos. Lo descrito anteriormente queda en evidencia al analizar casos tan mediáticos como el de Aaron Swartz, Edward Snowden, entre otros, porque ellos buscaban revelar verdades e información oculta a gran parte de la población con el pretexto de su "seguridad" cuando la única justificación posible es el de control por parte de los altos poderes.
Yendo un poco más en profundidad se ha visto a la población cada vez más empoderada exigiendo sus derechos y pidiéndole seriedad a sus líderes, ya que se han visto escándalos gravísimos en el manejo de ciertas situaciones que antes pasaban desapercibidas o eran invisibilizadas con tácticas mediáticas pero ahora salen a la luz pública por el acceso a la tecnología (más específicamente las redes sociales), este cambio de paradigma ha sido logrado en parte por la cultura hacker que se ha generado en base al devenir del progreso tecnológico.
Las tácticas de invisibilización o manipulación mediática son propuestas por Noam Chomsky, las cuales son:
- Estrategia de la distracción
- Crear problemas y después ofrecer soluciones
- Estrategia de la gradualidad
- Estrategia de diferir
- Dirigirse al público como criaturas de poca edad
- Utilizar el aspecto emocional mucho más que la reflexión
- Mantener al público en la ignorancia y mediocridad
- Estimular al público a ser complaciente con su mediocridad
- Reforzar la culpabilidad
- Conocer a los individuos mejor de lo que ellos mismos se conocen

## Proceso de innovación
Se define como una actividad humana que lleva a la creación y desarrollo de nuevas tecnologías dotándola de valores, siendo un proceso complejo que está estructurado en redes y que tiene diferentes capas y niveles, también es diverso pues se pueden encontrar distintos mecanismos y formas en los cuales se genere, se transforma, se produce y desarrolla en la sociedad, además es dinámico porque varía en el tiempo y espacio conectándose de maneras distintas y más creativas. Es importante destacar que el proceso de innovación ocurre cuando una gran diversidad de agentes puede conectarse para dar luz a nuevas creaciones, siendo en las ciudades grandes donde se concentra la mayor tasa de innovación como resultado de una mayor multiculturalidad frente a un pueblo rural. Se pueden distinguir 2 tipos de innovaciones:
- Innovación basada en la creación de lo nuevo
- Innovación en el valor agregado

Sin embargo se debe ser bastante crítico con la forma en la que se está realizando innovación, ya que ha quedado de manifiesto en múltiples oportunidades que el deseo de seguir acumulando riquezas está por sobre el mejorar el bienestar social de las personas. A modo de ejemplo tenemos el manejo de los laboratorios en las investigaciones que se realizan científicos para encontrar medicamentos más accesibles o alternativos en el mercado, actuando de forma egoísta y maximizadora de utilidades porque compran dichas investigaciones para que no vean la luz en la industria farmacéutica y de esta forma se sigan vendiendo los cuantiosos tratamientos que ofrecen. También esta problemática se puede apreciar con la tecnología que viene a cambiar las tecnologías existentes con una gran industria detrás, que realizan hasta lo imposible por impedir o retrasar lo más posible el cambio, a modo de ejemplo tenemos los autos eléctricos que atentaban y atentan contra la industria del petróleo, los DVD en su momento atentaron contra los VHS y finalmente solo se retrasó aquello, ente muchos otros ejemplos. Claramente estos cambios invulucrarían grandes pérdidas para personas que tienen todos sus recursos puestos en empresas que monopolizan el mercado o bien que tienen grandes utilidades.
Un tema que ha tomado fuerza ha sido el de innovación sustentable dado que la población mundial está cada vez más consciente de las externalidades negativas que conlleva el desarrollar actividades comerciales en general, como la producción minera con sus relaves, las termoeléctricas con sus gases y altas temperaturas, las centrales hidroeléctricas con la destrucción de ecosistemas, entre otras. Por tanto a las organizaciones de gran envergadura se les está exigiendo un compromiso mucho mayor con el medio ambiente y se les pide dar el ejemplo en temas medioambientales con adopciones de nuevas tecnologías pro-sustentabilidad.

## Significancia del ordenador
La computadora ha venido para mejorar la productividad de las organizaciones a través de la planificación de tareas, el ordenamiento de datos, controlar recursos, manejo de la información, entre otras cualidades que revolucionaron la manera de operar en el mundo económico. Cabe mencionar que junto con la incorporación de la computadora se comenzó a desarrollar una incipiente tecnología que hoy en día ocupa una gran relevancia, esta es la tecnología de información y comunicación que permite a diferentes organizaciones mejorar considerablemente su eficiencia.
En el área de la enseñanza al incorporar la computadora se ha cambiado la forma de enseñar y de entender los contenidos abordados por los docentes, ya que se hace más significativo el aprendizaje para el estudiante y a la vez tiene acceso a información que le sería bastante difícil de recibir de otra forma.
No se puede pasar por alto el gran aporte que han realizado gigantescas empresas tecnológicas al mundo con el desarrollo de tecnologías que vienen a demostrar que cada vez se puede mejorar más. Dentro de estos aportes están los realizados por IBM en la creación de la supercomputadora Watson, el aporte de Google en diversos proyectos, el trabajo de la inteligencia artificial, entre otras. Cabe mencionar que nada de esto sería posible sin el respaldo de las computadoras para realizar estos estudios.

## Redes sociales
Una herramienta que se ha desarrollado de forma exponencial ha sido el de las redes sociales que llegaron firmemente hace más o menos una década, sin embargo han tenido un boom en los últimos años con la difusión de las tecnologías tales como teléfonos inteligentes, tabletas, smarttv, entre otras. Gracias a la incorporación de estos objetos tecnológicos es que han tenido una mejor recepción las redes sociales en la sociedad y de esta forma es que las personas han cambiado completamente la forma de relacionarse con sus pares porque en la actualidad es mucho más rápida la comunicación, el compartir imágenes, el comunicar a una comunidad sobre algún sucedo que nos aqueje; sin embargo también se ha visto una increíble des-conexión con la comunidad ya que nos aislamos del resto al tener acceso tan fácilmente a las vivencias de los otros.
Se vuelve necesario el destacar la importancia que han tenido las redes sociales para dar a conocer problemas de comunidades que antes pasaban desapercibidos porque las personas no tenían acceso a las vivencias de otros de forma tan rápida y fácil, lo que ha permitido la organización de movimientos sociales que exigen soluciones a sus problemas y que por la presión social ejercida los responsables de estos se ven en la obligación de dar solución. Por otra parte las redes sociales han servido a los gobiernos y poderes factos para controlar las acciones de las personas o anticiparse a lo que harán.